# سیارک ۸۶۷۷
سیارک ۸۶۷۷ (به انگلیسی: 8677 Charlier، نامگذاری:1992ES5) هشت هزار و ششصد و هفتاد و هفتمین سیارک کشف شده‌است که در ۲ مارس ۱۹۹۲ کشف شد.
قدر مطلق سیارک برابر ۱۳٫۰۰ است.